# Kafranbel
Kafranbel ou Kafr Nabl (arabe : كفرنبال) est une ville du nord-ouest de la Syrie située dans le gouvernorat d'Idleb et dans le district de Maarat al-Nouman. Elle est située à 735 mètres au-dessus du niveau de la mer. Lors du recensement de 2004 du Bureau central syrien des statistiques, Kafr Nabl avait une population de 15 455 habitants. Au début des années 1960, elle comptait environ 1 200 habitants.

## Histoire

### Ancienne ville byzantine
Kafr Nabl est situé sur une ancienne ville morte byzantine et est entouré de certaines des villes mortes les plus importantes, telles que Serjilla, Shanshrah et al-Bara.

### Agriculture
Avant la guerre civile syrienne, Kafr Nabl était le plus grand producteur de figues de Syrie et un important producteur d'olives. Environ 3 700 hectares, soit 778 000 arbres ont été utilisés pour la culture des figues. Environ 60% de la population était employée dans la production et la transformation naturelle du fruit. Les agriculteurs de Kafr Nabl consacrent généralement environ 80 % de leur temps de culture à la production de figues et 20 % à la production d'olives.

### Conflit en Syrie depuis 2011
Lors de la guerre civile syrienne, Kafranbel connait en 2011 des manifestations contre le régime de Bachar el-Assad, puis est prise le 10 août 2012 par les rebelles,. La ville est ensuite gérée par une administration civile. Elle devient connue pour ses rassemblements avec ses pancartes, rédigées en arabe et en anglais, et ses dessins réalisés par le caricaturiste Ahlmad Jalal, qui sont abondamment relayés sur les réseaux sociaux,,.
Les groupes rebelles Fursan al-Haq et Liwa Suqour al-Jabal établissent leurs bases près de la ville.
Le militant Raed Fares devient le directeur du bureau médias de Kafranbel et fonde en 2013 une radio communautaire appelée « Radio Fresh », qui bénéfice jusqu'en 2018 de fonds américains. Les programmes sont entrecoupés par des alertes annonçant les raids aériens du régime. Dénonçant aussi bien le régime de Bachar el-Assad que les djihadistes, Raed Fares est cependant assassiné le 23 novembre 2018,.
Abandonnée par toute sa population, Kafranbel est reprise par le régime syrien le 25 février 2020,.